# Paul Schallück
Paul Schallück (* 17. Juni 1922 in Warendorf; † 29. Februar 1976 in Köln) war ein deutscher Schriftsteller.

## Biografie
Paul Schallück war der Sohn des Warendorfer Buchbinders und Heimatdichters Heinrich Schallück (1894–1972) und seiner Frau Olga (1901–1989), einer Bibliothekarin. Der Vater hatte die Mutter als Kriegsgefangener im Ersten Weltkrieg in Sibirien kennengelernt. Sie flohen 1920/1921 auf abenteuerlichen Wegen über China und Indien.
Als Schüler plante Paul Schallück, Missionar zu werden; er besuchte sechs Jahre lang Klosterschulen der Franziskaner in Boppard bzw. der Herz-Jesu-Missionare in Hiltrup. Als die Nationalsozialisten Anfang 1940 das Gymnasium der Hiltruper Missionare schlossen, kehrte Schallück in seine Heimatstadt zurück und legte am Gymnasium Laurentianum das Abitur ab. Er weigerte sich als einziger seiner Klasse, in die Hitlerjugend einzutreten. In dieser Zeit entstanden seine ersten Gedichte.
Während des Zweiten Weltkriegs wurde Schallück in Frankreich schwer verwundet. Nach 1945 studierte er Philosophie, Germanistik, Kunstgeschichte und Theaterwissenschaft an den Universitäten in München und in Köln, wo er sich auch als freier Schriftsteller niederließ. Von 1949 bis 1952 war er Theaterkritiker, danach verlegte er sich mehr und mehr auf die Arbeit für den Hörfunk und das Verfassen erzählerischer Werke. Er war einer der Mitbegründer und bis 1962 Vorsitzender der Germania Judaica, einer Kölner Bibliothek zur Geschichte des deutschen Judentums, und aktiv in der Gesellschaft für Christlich-Jüdische Zusammenarbeit. Seit 1972 war er Chefredakteur der deutsch-französischen Zeitschrift Dokumente.

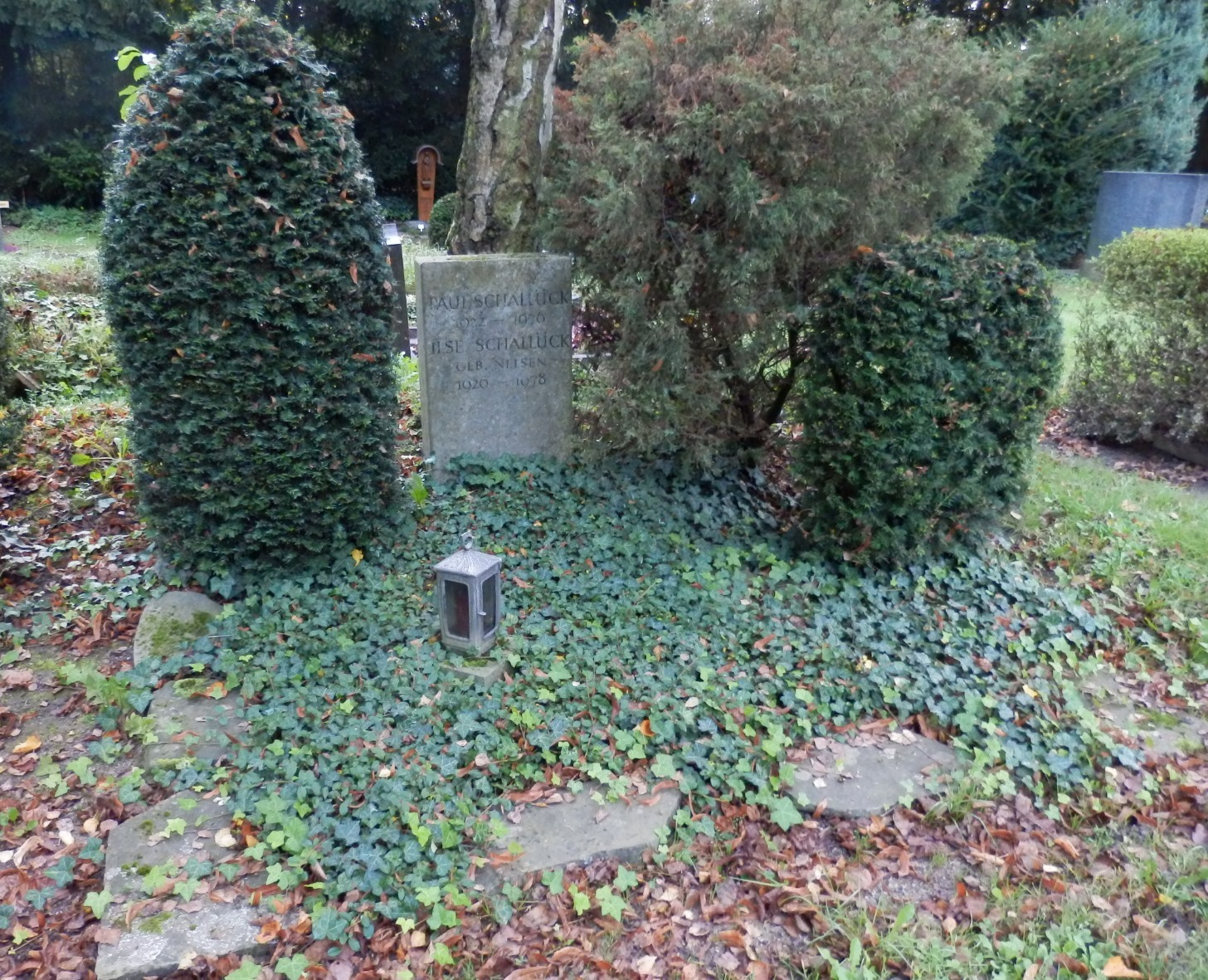
Grab von Paul Schallück auf dem Kölner Friedhof Müngersdorf (2014)

Paul Schallück, der ein typischer Vertreter der „Kahlschlagliteratur“ ist und sich in seinen Werken vorwiegend mit dem Zweiten Weltkrieg und dessen Nachwirkungen auf die frühe Bundesrepublik beschäftigte, war Mitglied der Gruppe 47, des PEN-Zentrums der Bundesrepublik Deutschland und der Deutschen Akademie für Sprache und Dichtung in Darmstadt.
Paul Schallück war auf dem Kölner Friedhof Müngersdorf beigesetzt worden; ebenso seine 1978 verstorbene Ehefrau Ilse Schallück im gemeinsamen Grab.

## Gedenken

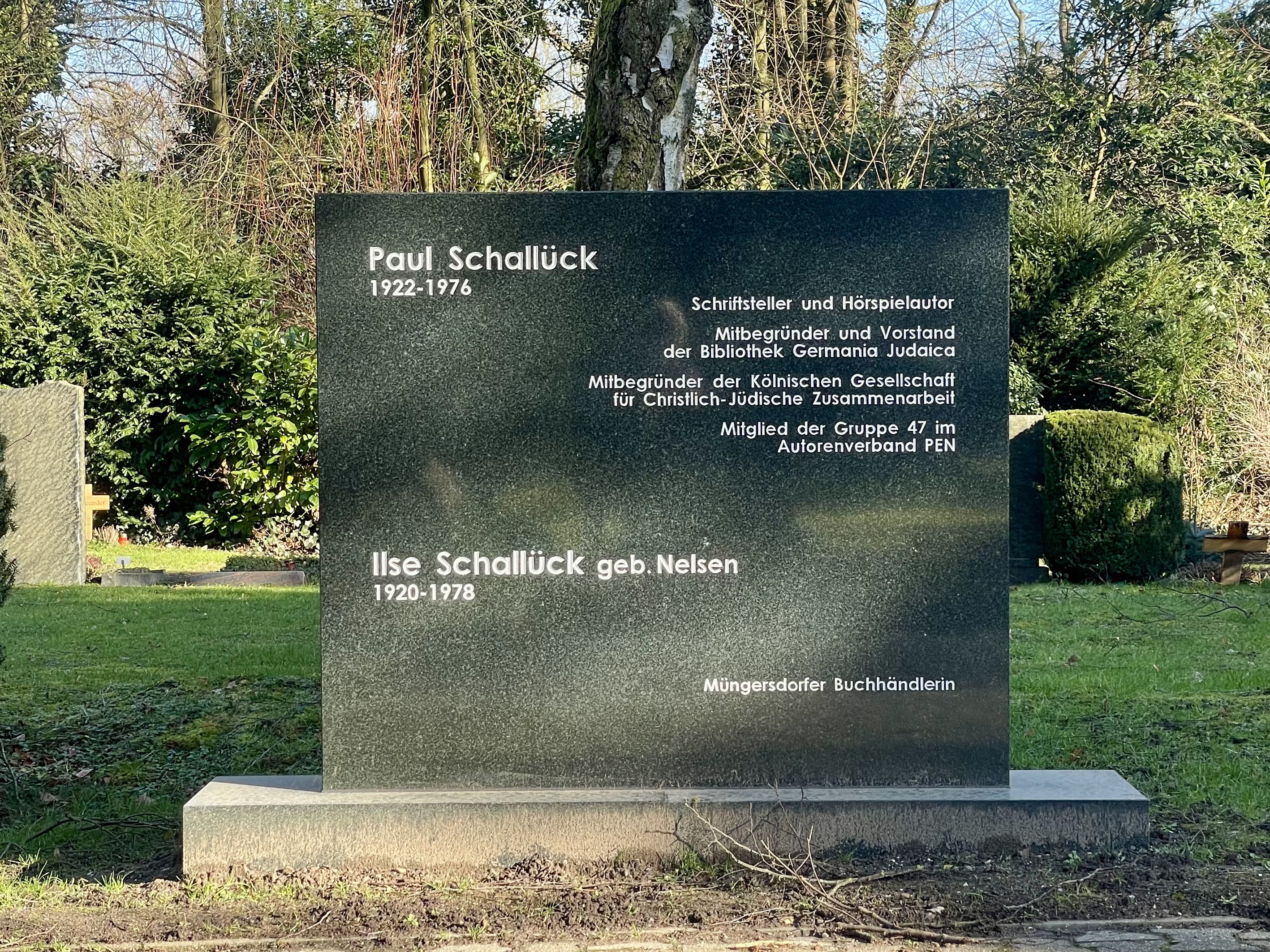
Der neue Gedenkstein zu Ehren von Paul und Ilse Schallück auf dem Friedhof Köln-Müngersdorf (2024)

Weil das Grab von Paul und Ilse Schallück zu einem nicht bekannten Zeitpunkt aufgelöst wurde, hat im Herbst 2024 eine Initiative mehrerer Kölner Vereine einen Gedenkstein zu Ehren von Paul und Ilse Schallück errichtet. Die beteiligten Vereine sind der Bürgerverein Köln-Müngersdorf e. V., die Kölnische Gesellschaft für Christlich-Jüdische Zusammenarbeit e. V., die Germania Judaica Kölner Bibliothek zur Geschichte des Deutschen Judentums e. V.; die Kreissparkasse Köln hat die Initiative unterstützt. Der neue Gedenkstein steht auf dem Köln-Müngersdorfer Friedhof an der ursprünglichen Grabstätte.
Eine ältere Gedenktafel an seinem Geburtshaus in Warendorf erinnert ebenfalls an den Schriftsteller.

## Auszeichnungen und Ehrungen
Paul Schallück erhielt unter anderem folgende Preise:
- 1953 Preis der Zuckmayer-Stiftung
- 1955 Annette-von-Droste-Hülshoff-Preis
- 1962 Literaturpreis der Stadt Hagen
- 1973 Nelly-Sachs-Preis der Stadt Dortmund

Im Kölner Stadtteil Sülz wurde ebenso wie in seinem Geburtsort jeweils eine Straße nach ihm benannt. Der große Saal des Theaters am Wall in Warendorf trägt den Namen Paul-Schallück-Saal.

## Werke

### Bücher
- Wenn man aufhören könnte zu lügen, Opladen 1951
- Ankunft null Uhr zwölf, Frankfurt am Main 1953
- Die unsichtbare Pforte, Frankfurt am Main 1954
- Q 3 und die hohe Straße, Stierstadt, Taunus 1956 (zusammen mit Jens Baggesen)
- Weiße Fahnen im April, Münster 1956
- Pro Ahn sechzig Pfennig, im Sammelband Deutsche Lyrik und Prosa nach 1945, Frankfurt am Main 1957
- Engelbert Reineke, Frankfurt am Main 1959
- Zum Beispiel, Frankfurt am Main 1962
- Der Tod hat Verspätung, in der Anthologie Das Atelier, S. Fischer Verlag 1962
- Wettlauf mit dem Tode, Bonn 1963
- Hohe festliche Versammlung, Stierstadt im Taunus 1966
- Lakrizza und andere Erzählungen, Baden-Baden 1966
- Don Quichotte in Köln, Frankfurt am Main 1967
- Gesichter, Berlin 1967
- Orden, Berlin 1967
- Karlsbader Ponys, Baden-Baden 1968
- Gegen Gewalt und Unmenschlichkeit, Köln 1969
- Hierzulande und anderswo, Wuppertal 1974
- Dein Bier und mein Bier, Leverkusen 1976
- Countdown zum Paradies, Leverkusen 1976
- Gesamtwerk, Köln
  - Bd. 1, Engelbert Reineke, 1976
  - Bd. 2, Don Quichotte in Köln, 1977
  - Bd. 3, Wenn man aufhören könnte zu lügen, 1977
  - Bd. 4, Ankunft null Uhr zwölf, 1977
  - Bd. 5, Bekenntnisse eines Nestbeschmutzers, 1977
- Moment mal!, Köln 2003

### Hörspiele
- 1953: Armer schwarzer Teufel – Regie: Raoul Wolfgang Schnell (Original-Hörspiel – NWDR Köln)
- 1955: Keiner ist verloren (Vorlage: Die unsichtbare Pforte (Roman)) – Regie: Raoul Wolfgang Schnell (Hörspielbearbeitung durch den Autor – NWDR Köln)
- 1955: Ein wildgewordenes Saxofon. Ein musikalisches Kurzhörspiel – Regie: Wilhelm Semmelroth (Originalhörspiel – NWDR Köln/SFB)
- 1956: Schleuder und Harfe. Alfred Kerr und die Kritik – Regie: Friedhelm Ortmann (Hörbild – WDR)
- 1960: Der Schmerz und die Schönheit – Bearbeitung (Wort): Paul Schallück; Regie: N. N. (Originalhörspiel – RIAS Berlin)
- 1964: Der Apfel und das Protokoll. Funkerzählung für drei Stimmen – Regie: Horst Loebe (Hörspiel – RB)
- 1968: Pipo oder Panik in Planstelle 0 – Regie: Gustav Burmester (Hörspiel – WDR)
- 1971: Unter Ausschluss der Öffentlichkeit – Regie: Heinz Wilhelm Schwarz (Hörspiel – WDR)
- 1973: Verurteilt – Regie: Tibor von Peterdy (Hörspielbearbeitung, Dokumentarhörspiel – DW)

### Herausgeberschaft
- Allemagne 1945–1965, Paris 1965
- Im Namen des Volkes? Ausgeschlossen, eingesperrt, Köln 1973

### Übersetzungen
- William Shakespeare: Troilus und Cressida, Frankfurt am Main 1970